# اکارتیمپور
اکارتیمپور (به انگلیسی: Achartimmapur) در هند است که در کارناتاکا واقع شده‌است.